# Джейми Хамптън
Джейми Лий Хамптън (родена на 8 януари 1990 г. във Франкфурт, Западна Германия) е американска професионална тенисистка от корейски произход.

## Личен живот
Хамптън е родена във Франкфурт, Западна Германия, когато баща ѝ е американски военнослужещ в Германия. Нейната майка е от Южна Корея. След преместването на семейството в САЩ те живеят в Ентерпрайс, Алабама. Когато Джейми Лий Хамптън, тя се мести в Оберн, Алабама, където завършва местната гимназия през 2008 г.
Хамптън е професионалистка от 2009 г., а през 2010 г. участва в първия си турнир „Ю Ес Оупън“.

## Кариера

### 2012
След като преминава квалификациите на турнира Ей Ес Би Класик 2012 в Окланд, Нова Зеландия, Хамптън отпада още в първи кръг на основната схема от румънката Моника Никулеску. Влизайки като квалификантка, тя стига до втори кръг на Аустрелиън Оупън 2012 след победа над Манди Минела в първи кръг. В следващия си мач е победена от евентуалната финалистка в турнира Мария Шарапова, взимайки само гейм на рускинята, 0–6, 1–6. След това Хамптън играе в турнира Селюлър Саут Къп 2012, където в първи кръг отстранява шампионката от 2011 г. Магдалена Рибарикова, но после губи от Вера Душевина.
Тя получава уайлд кард за турнира Бе Ен Пе Париба Оупън 2012, провеждащ се в Индиън Уелс, Калифорния. Там тя стига до осминафиналите, като по пътя си отстранява бившата шампионка Йелена Янкович, но е принудена да се откаже в мача си срещу Агнешка Радванска в третия сет заради схващане (спазми). Хамптън премина квалификациите на турнира Сони Ериксон Оупън 2012, но губи в първи кръг на основната схема от Полона Херцог. Следващият ѝ турнир е Фемили Съркъл Къп 2012, където тя побеждава сънародничката си Слоун Стивънс, но след това претърпява загуба от действащата шампионка от Ю Ес Оупън Саманта Стоусър във втори кръг.
Играейки с болки в гърба, Хамптън губи в квалификациите на турнирите Интернационали БНЛ д'Италия 2012 и Интернасионо дьо Страсбург 2012. Хамптън бе принудена да се откаже в първи кръг на Ролан Гарос 2012 в мача си срещу Аранча Рус поради контузия. След като пропуска АЕГОН Класик 2012, Хамптън участва в Уимбълдън 2012, където в първи кръг отстранява поставената под номер 27 Даниела Хантухова. В следващия си мач губи от Хедър Уотсън.
След това Хамптън играе в последния турнир от Големия шлем за годината Ю Ес Оупън 2012, където в първи кръг е победена от Марион Бартоли. Следващият ѝ турнир е Хансол Корея Оупън 2012, където тя преминава квалификациите и стига до втори кръг в основната схема, но е спряна от рускинята Екатерина Макарова. През следващата седмица Хамптън играе на турнира Торай Пан Пасифик Оупън 2012. Там тя стига до трети кръг след победи над Каролин Гарсия и Кая Канепи, но губи мача си срещу евентуалната шампионка Агнешка Радванска.
Последният ѝ турнир за годината е Ейч Пи Оупън 2012 в Осака, Япония. След победите си над Аюми Морита и Тамарин Танасугарн, тя играе на четвъртфинал срещу първата поставена в схемата Саманта Стоусър, от която губи с 2–6, 4–6. Хамптън завършва годината под номер 71 в световната ранглиста за жени.

### 2013
Хамптън започва годината, като участва в турнира Ей Ес Би Класик 2013. В първи кръг тя отстранява защитаващата титлата си и четвърта поставена Джън Дзие със 7–5, 6–1. В следващия кръг Хамптън побеждава Марина Еракович с 6–1, 7–6(7–5). В четвъртфиналите тя надиграва Кики Бертенс в три сета, 6–1, 6–7(5–7), 6–2. Хамптън губи в два тайбрек сета мача си от полуфиналите срещу финалистката от Уимбълдън 2012 и световна No.4 Агнешка Радванска.
Следващият ѝ турнир е Аустрелиън Оупън 2013. В първи кръг нейна жертва става 31-вата поставена Урсула Радванска, 6–2, 6–4. След това Хамптън се справя по убедителен начин с квалификантката Луксика Кумхум, 6–2, 6–1. В трети кръг Хамптън се изправя срещу защитаващата титлата си Виктория Азаренка. Мачът продължава повече от 2 часа, преди Азаренка да надделее, 6–4, 4–6, 6–2. Хамптън страда от болки в ниската част на гърба в края на втория сет.
На Бръсълс Оупън 2013 Хамптън побеждава Роберта Винчи и стига до полуфиналите, където губи в два сета от Кая Канепи. На Ролан Гарос 2013 Хамптън отстранява поставената под номер 25 Луцие Шафаржова в първи кръг в труден трисетов мач, 7–6(7–5), 3–6, 9–7, и надиграва Ана Каролина Шмиедлова във втори кръг със 7–5, 6–2. В следващия ѝ мач нейна жертва става седмата поставена Петра Квитова, 6–1, 7–6(8–6). На осминафиналите Хамптън отпада след загубата си от Йелена Янкович, 0–6, 2–6.
След като преминава квалификациите на турнира АЕГОН Интернешънъл 2013 в Истборн, Хамптън отстранява първата поставена и световна номер 4 Агнешка Радванска в два сета, 7–6(7–2), 6–2 в първи кръг. След това преодолява Су-вей Сие във втори кръг и Луцие Шафаржова на четвъртфинал. В полуфиналите се изправя срещу бившата номер 1 Каролине Возняцки и след трудни три сета успява да пречупи датчанката, побеждавайки я с резултат 6–7(6–8), 7–5, 6–3. След този успех Хамптън стига до първия си финал от тура на WTA, където отстъпва на рускинята Елена Веснина с 2–6, 1–6.
На Уимбълдън 2013 тя отпада още в първи кръг след загуба от Слоун Стивънс с 3–6, 3–6. Хамптън се класира за полуфиналите на турнира Банк ъф дъ Уест Класик 2013 в Станфорд, Калифорния, но е отстранена от първата поставена и No.4 в света Агнешка Радванска в два сета, 3–6, 2–6.
В началото на месец август Хамптън отпада в първи кръг на Роджърс Къп 2013, а седмица по-късно участието ѝ на турнира Уестърн енд Съдърн Оупън 2013 приключва във втори кръг след загуба от Саманта Стосър. Следва US Open 2013, където тя преодолява първите два кръга след победи над Лара Аруабарена и Кристина Младенович, но в третия си мач е спряна от Слоун Стивънс в два сета.

## Финали на турнири отWTA Тур

### Сингъл: 1 (0 титли, 1 финал)
| Легенда                            |
| ---------------------------------- |
| Турнири от Големия шлем (0–0)      |
| Шампионат на WTA Тур (0–0)         |
| Задължителни Висши & Висши 5 (0–0) |
| Висши (0–1)                        |
| Международни (0–0)                 |

| Финали по настилка |
| ------------------ |
| Твърда (0–0)       |
| Трева (0–1)        |
| Клей (0–0)         |
| Мокет (0–0)        |

| Изход    | No. | Дата        | Турнир                                      | Настилка | Опонент       | Резултат |
| -------- | --- | ----------- | ------------------------------------------- | -------- | ------------- | -------- |
| Финалист | 1.  | 22 юни 2013 | АЕГОН Интернешънъл, Истборн, Великобритания | Трева    | Елена Веснина | 2–6, 1–6 |

### Двойки: 1 (0 титли, 1 финал)
| Легенда                            |
| ---------------------------------- |
| Турнири от Големия шлем (0–0)      |
| Шампионат на WTA Тур (0–0)         |
| Задължителни Висши & Висши 5 (0–0) |
| Висши (0–0)                        |
| Международни (0–1)                 |

| Финали по настилка |
| ------------------ |
| Твърда (0–1)       |
| Трева (0–0)        |
| Клей (0–0)         |
| Мокет (0–0)        |

| Изход    | No. | Дата              | Турнир                      | Настилка | Партньор       | Опоненти                         | Резултат         |
| -------- | --- | ----------------- | --------------------------- | -------- | -------------- | -------------------------------- | ---------------- |
| Финалист | 1.  | 18 септември 2011 | Бел Чалъндж, Квебек, Канада | Твърда   | Анна Татишвили | Ракел Копс-Джоунс Абигейл Спиърс | 0–6, 6–3, [6–10] |